# Necrosciinae
Necrosciinae è una sottofamiglia di insetti stecco appartenenti alla famiglia Lonchodidae, la cui maggiore diversità si riscontra nel Sud-est asiatico.
Le sottofamiglie Necrosciinae e Lonchodinae, precedentemente parte dei Diapheromeridae, sono state determinate come una famiglia separata e sono state trasferite alla famiglia ristabilita Lonchodidae nel 2018.

## Generi
Il Phasmida Species File include i generi sottostanti; la maggior parte appartiene alla tribù Necrosciini:

### Korinnini
1. Kalocorinnis Günther, 1944
2. Korinnis Günther, 1932

### Necrosciini
1. Acacus Brunner von Wattenwyl, 1907
2. Acanthophasma Chen & He, 2000
3. Anarchodes Redtenbacher, 1908
4. Anasceles Redtenbacher, 1908
5. Andropromachus Carl, 1913
6. Asceles Redtenbacher, 1908
7. Aschiphasmodes Karny, 1923
8. Asystata Redtenbacher, 1908
9. Austrosipyloidea Brock & Hasenpusch, 2007
10. Brevinecroscia Seow-Choen, 2016
11. Brockphasma Ho, Liu, Bresseel & Constant, 2014
12. Calvisia Stål, 1875
13. Candovia Stål, 1875
14. Capuyanus Bresseel & Constant, 2017
15. Caudasceles Seow-Choen, 2017
16. Centrophasma Redtenbacher, 1908
17. Channia Seow-Choen, 2016
18. Cheniphasma Ho, 2012
19. Conlephasma Gottardo & Heller, 2012
20. Conogalactea Seow-Choen, 2018
21. Cornicandovia Hasenpusch & Brock, 2007
22. Cylindomena Günther, 1935
23. Diacanthoidea Redtenbacher, 1908
24. Diangelus Brunner von Wattenwyl, 1907
25. Dianphasma Chen & He, 1997
26. Diardia Redtenbacher, 1908
27. Diesbachia Redtenbacher, 1908
28. Elicius Günther, 1935
29. Eurynecroscia Dohrn, 1910
30. Galactea Redtenbacher, 1908
31. Gargantuoidea Redtenbacher, 1908
32. Gibbernecroscia Brock, Hasenpusch & Petrović, 2019
33. Hemiplasta Redtenbacher, 1908
34. Hemisosibia Redtenbacher, 1908
35. Hennemannia Seow-Choen, 2016
36. Huananphasma Ho, 2013
37. Labanphasma Seow-Choen, 2016
38. Laevediacantha Seow-Choen, 2016
39. Lamachodes Redtenbacher, 1908
40. Lobonecroscia Brock & Seow-Choen, 2000
41. Lopaphus Westwood, 1859
42. Loxopsis Westwood, 1859
43. Macrocercius Seow-Choen, 2017
44. Maculonecroscia Seow-Choen, 2016
45. Malandella Sjöstedt, 1918
46. Marmessoidea Brunner von Wattenwyl, 1893
47. Meionecroscia Redtenbacher, 1908
48. Mesaner Redtenbacher, 1908
49. Micadina Redtenbacher, 1908
50. Moritasgus stresemanni Günther, 1935 (monotypic)
51. Necroscia Audinet-Serville, 1838
52. Neoasceles Seow-Choen, 2016
53. Neoclides Uvarov, 1940
54. Neohirasea Rehn, 1904
55. Neointerphasma Ho, 2017
56. Neonescicroa Seow-Choen, 2016
57. Neooxyartes Ho, 2018
58. Neoqiongphasma Ho, 2013
59. Neososibia Chen & He, 2000
60. Nescicroa Karny, 1923
61. Notaspinius Seow-Choen, 2017
62. Nuichua Bresseel & Constant, 2018
63. Oedohirasea Ho, 2020
64. Orthonecroscia Kirby, 1904
65. Orthostheneboea Seow-Choen, 2016
66. Orxines Stål, 1875
67. Otraleus Günther, 1935
68. Ovacephala Seow-Choen, 2016
69. Oxyartes Stål, 1875
70. Pachyscia Redtenbacher, 1908
71. Paracandovia Forni, Cussigh, Brock, Jones, Nicolini, Martelossi, Luchetti & Mantovani, 2022
72. Paradiacantha Redtenbacher, 1908
73. Paraloxopsis Günther, 1932
74. Paramarmessoidea Seow-Choen, 2021
75. Paramenexenus Redtenbacher, 1908
76. Paranecroscia Redtenbacher, 1908
77. Paraprosceles Chen & He, 2004
78. Parasinophasma Chen & He, 2006
79. Parasipyloidea Redtenbacher, 1908
80. Parasosibia Redtenbacher, 1908
81. Parastheneboea Redtenbacher, 1908
82. Paroxyartes Carl, 1913
83. Phaenopharos Kirby, 1904
84. Phamartes Bresseel & Constant, 2013
85. Planososibia Seow-Choen, 2016
86. Platysosibia Redtenbacher, 1908
87. Pomposa (phasmid) Redtenbacher, 1908
88. Pseudocentema Chen, He & Li, 2002
89. Pseudodiacantha Redtenbacher, 1908
90. Pseudoneoclides Seow-Choen, 2016
91. Pseudoparamenexenus Ho, 2016
92. Pseudosipyloidea Ho, 2013
93. Pseudososibia Ho, 2017
94. Qiongphasma Chen, He & Li, 2002
95. Rhamphosipyloidea Redtenbacher, 1908
96. Sabahphasma Seow-Choen, 2016
97. Scionecra Karny, 1923
98. Septopenna Seow-Choen, 2016
99. Singaporoidea Seow-Choen, 2017
100. Sinophasma Günther, 1940
101. Sipyloidea Brunner von Wattenwyl, 1893
102. Sosibia Stål, 1875
103. Spinohirasea Zompro, 2002
104. Spinomarmessoidea Seow-Choen, 2021
105. Spinosipyloidea Hasenpusch & Brock, 2007
106. Sumatranius Seow-Choen, 2018
107. Syringodes Redtenbacher, 1908
108. Tagesoidea Redtenbacher, 1908
109. Thrasyllus macilentus Stål, 1877 (monotypic)
110. Trachythorax Redtenbacher, 1908
111. Varieganecroscia Seow-Choen, 2016